# Ḩasanābād (ort i Kerman, lat 28,36, long 57,72)
Ḩasanābād (persiska: حسن آباد, Ḩasanābād-e Naz̧arīān) är en ort i Iran.   Den ligger i provinsen Kerman, i den sydöstra delen av landet, 1 000 km sydost om huvudstaden Teheran. Ḩasanābād ligger 554 meter över havet och antalet invånare är 154.
Terrängen runt Ḩasanābād är platt åt sydost, men åt nordväst är den kuperad.Runt Ḩasanābād är det glesbefolkat, med 17 invånare per kvadratkilometer. Närmaste större samhälle är Maḩţūţābād, 13,2 km nordost om Ḩasanābād. Trakten runt Ḩasanābād är ofruktbar med lite eller ingen växtlighet.